# Памятник Высоцкому (Мариуполь)
Памятник Высоцкому — один из памятников Мариуполя.
Открыт у Дома Связи 20 января 1998 года. В честь 60-летия поэта, музыканта и актёра Владимира Семёновича Высоцкого. Авторы памятника — Ефим Викторович Харабет и Юрий Иванович Балдин.
Это первый памятник Высоцкому, установленный на Украине.
На каменном постаменте изображён профиль Высоцкого в образе Гамлета, театральный занавес, шпага и «кони привередливые». На постаменте была надпись «Мариуполь не дарит свою любовь случайным людям». Профиль выполнен из бронзы, стела высечена из чёрного гранита в виде факела.
На открытии памятника присутствовали Алексей Булдаков, Валерий Золотухин, Семён Фарада, Виталий Шаповалов, Юрий Любимов.
Также 25 января 1998 года на здании дворца культуры «Искра» была установлена мемориальная доска, в честь того, что на его сцене 16 марта 1973 года было выступление Высоцкого.
В 2003 году памятник был заменён на другой, где Высоцкий был изображён в образе Глеба Жеглова из художественного фильма «Место встречи изменить нельзя». Открытие было приурочено к 65-летию Высоцкого и планировалось 25 января, но затем было перенесено на 7 февраля. Новая скульптура выполнена мариупольским скульпторами Владимиром и Игорем Жигулиным. Жеглов одет в кожаный плащ, в руке у него пистолет. Этот пистолет четыре раза отламывали вандалы. В 2006 году на груди у этого памятника появилась трещина.
Высота памятника два метра. Скульптура выполнена из синтетического компаунда.
Демонтированный памятник работы Харабета переустановлен на площади Ленинского комсомола.

## Два памятника Высоцкому в Мариуполе
- Профиль Высоцкого в образе Гамлета
- Памятник В. Высоцкому на проспекте Ленина (Мира), 85